# ایران و عضویت در سازمان تجارت جهانی

عکس

## گاتو تاریخچه شکل‌گیریسازمان جهانی تجارت
پیدایش سازمان جهانی تجارت به پس‌از جنگ جهانی دوم که صندوق بین الملی پول و بانک جهانی شکل گرفتند، بر می‌گردد. درسال ۱۹۴۴ ضرورت تشکیل نهاد سومی برای التزام بخشیدن به روابط جهانی و مناسبات اقتصادی احساس می‌شد و پیشنهاد تشکیل سازمان جهانی تجارت توسط دولت وقت آمریکا درسال ۱۹۴۵ داده شد، اما در آن مقطع به جایی نرسید. در همان زمان شورای اقتصادی اجتماعی سازمان ملل، طرح تأسیس سازمان کار را کلیدزد و پیش نویسی با تأیید دوازده کشور موسم به منشور تجارت جهانی تدوین شد که این متن مبسوطی است و گات بخشی ازآن است. هنوز مذاکرات برای تدوین این پیش نویس ادامه داشت که درسال ۱۹۴۸ موافقت‌نامه عمومی تعرفه و تجارت یا به اختصار گات توسط ۲۳ کشور، در شهر ژنو تهیه شد. تمرکز این موافقت‌نامه بر تبادلات تجاری تکیه داشت و به جهت اینکه گات نتیجه بسیار مثبتی در برقراری مناسبات بین کشورها داشت توافق کنندگان این سند که ترکیبی ازکشورهای توسعه یافته و در حال توسعه بودند تمایل داشتند تا زمانی که منشور کلیاتش به تصویب برسد، موافقت‌نامه عمومی تعرفه و تجارت به اجرای موقت دربیاید، که بدین ترتیب گات درسال ۱۹۴۸ به تصویب درآمد.
منشور هاوانا که گات بخشی از آن بود در اجلاس کوبا باتوافق ۵۳ کشور از جمله ایران به تصویب رسید. پس ازاینکه این کشورها پذیرفتند باید مراجع داخلی این کشورها نیز منشور هاوانا را تصویب می‌کردند. اما از این ۵۳ کشور پذیرنده تنها دو کشور توانستند منشور هاوانا را به تصویب پارلمان خود برسانند و این مسئله به خاطر این بود که در آن زمان کشورها آمادگی برای قبول پیشنهادهای آن منشور را نداشتند. درنتیجه اعمال سند گات با پروتکل اجرای موقت به‌مدت ۵۰ سال به درازا انجامید. در این سالها ۸ دور مذاکرات تجاری انجام گرفت و در هر دور از مذاکرات گستره عملیاتی بیشتری در دسترس قرار گرفت و فراگیرتر شد و کشورهای بیشتری به گات پیوستند. دراین ۸ دوره تعرفه‌های صنعتی از ۴۰ درصد به ۴ درصد کاهش‌یافت. گات ابتدا فقط برتعرفه‌ها متمرکز بود اما به مرور مبانی غیرتعرفه‌ای را هم شامل می‌شد، ضوابط مربوط به دامپینگ و یارانه‌ها کم‌کم بر مقررات گات افزوده شد تا اینکه هشتمین دوره مذاکرات گات که در اروگوئه انجام شد پس از پایان این دوره تحولات شگرفی دیده شد. دور اروگوئه مقارن است با سقوط بلوک شرق و فروپاشی شوروی که شاهد آزادسازی‌های تجاری بودیم و در دوراروگوئه عرصه‌های جدیدی همچون تجارت خدمات و مالکیت فکری بر قلمرو گات افزوده شد. پس ازاین دور که به بیش‌از هفت سال به طول انجامید ایده سازمان جهانی تجارت پیشنهاد داده شدکه بالاخره پس‌از ۵۰ سال سازمان‌جهانی تجارت(WTO) شکل گرفت.

## اهداف سازمان تجارت جهانی
۱- مدیریت و نظارت بر اجرای موافقت نامه‌های امضا شده بین اعضاء (مدیریت و نظارت بر اجرای ۲۸ موافقت نامه)
1. مجمعی برای مذاکرات تجاری چندجانبه
2. همکاری با دیگر سازمان‌های بین‌المللی در زمینه مدیریت اقتصاد جهانی
3. ارتقا سطح زندگی مردم کشورهای عضو
4. فراهم نمودن امکانات ایجاد اشتغال کامل
5. افزایش درآمدهای واقعی و بالابردن سطح تقاضا

۷-  بهره‌برداری مؤثر از منابع جهانی و گسترش تولید تجارت بین‌المللی مشروط بر حفظ محیط زیست ۹. گسترش تولید و تجارت خدمات علا وه بر گسترش تولید و تجارت کالاها
1. بررسی و ارزیابی سیاسیت‌های تجاری اعضاء
2. کمک به کشورهای درحال توسعه و اقتصادهای در حال گذار جهت برخورداری از مزایای نظام تجارت چند جانبه (افزایش سهم کشورهای در حال توسعه و کمتر توسعه یافته، از رشد تجارت بین‌المللی)

۱۰- دستیابی به توسعه پایدار با بهره‌برداری بهینه از منابع

## ارکان و اصول‌سازمان جهانی‌تجارت
سازمان تجارت جهانی برای دستیابی به موافقتنامه‌های مورد تأیید اعضا و نیز نظارت بر حسن انجام آن‌ها از وجود ارکان مختلف تصمیم‌گیری، نظارتی، اجرایی و حقوقی بهره می‌برد. این ارکان عبارت‌اند از: کنفرانس وزیران، شورای عمومی، رکن حل اختلاف، رکن بررسی خط مشی تجاری و شوراها،
وجود این ارکان تضمینی قدرتمند برای اجرای توافق‌نامه‌ها به‌شمار می‌رود. علاوه بر این ارکان، دسته‌ای از ساز و کارهای منظم پیش‌بینی شده که به صورت دوره‌ای سیاست خارجی کشورها را مورد ارزیابی قرار می‌دهد و گزارشی تهیه می‌شود که در اختیار اعضا قرار می‌گیرد. البته در این سازمان یکسری موافقت نامه‌ها همچون توافق‌نامه خریدهای دولتی وتوافق‌نامه تجارت هواپیمای غیرنظامی وجوددارد که برای همه اعضا الزام آورنیست وموافقت نامه‌های اختیاری محسوب می‌شود.

## «اصول سازمان تجارت جهانی»
این سازمان اصول خاصی برای ورود دارد که کشورهای عضو می‌بایست به این اصول پایبند باشند و درصورت پایبند نبودن، مجازات‌هایی علیه این کشورها اعمال می‌شود. مهم‌ترین این اصول عبارت‌اند از:
۱. اصل عدم تبعیض؛ که خود شامل دو بخش‌است:
الف) اصل دولت کاملة الوداد؛ طبق این اصل، اگر کشوری امتیاز بازرگانی یا تعرفه ای را در مورد یکی از کشورهای عضو اعمال نماید، این امتیاز یا تعرفه می‌بایست در مورد تمام شرکای تجاری عضو سازمان تجارت جهانی تعمیم یابد. البته این اصل یک استثنا نیز دارد که به همگرایی‌های اقتصادی، مانند اتحادیه‌های گمرکی بین چند کشور مربوط می‌شود. در این استثنا، سازمان تجارت جهانی، سایر پیمان‌های تجاری مانند اتحادیّه اروپا یا نفتا را نیز به رسمیّت می‌شناسد.
ب) اصل رفتار ملی؛ که تبعیض در روابط تجاری را بین اتباع داخلی و سایر کشورهای عضو سازمان تجارت جهانی، منع می‌کند؛ به معنای دیگر، کشورها بایستی با کالاهای وارداتی و تولیدات داخلی مثل امکان استفاده از ظرفیت‌های تبلیغاتی رفتاری یکسان داشته باشند.
1. اصل رقابت منصفانه (مقابله به مثل)؛ سازمان تجارت جهانی، نهاد تجارت آزاد نیست؛ زیرا این سازمان، نظام تعرفه ای را وپول دارد و در شرایط محدودی سایر اشکال حمایت را مجاز می‌شمارد. به‌طور دقیق تر قواعد این سازمان، روابط آزادمنصفانه و عاری از اخلال را گسترش می‌دهد. بر این اساس، اعضای سازمان، باید اصول و قواعد این سازمان را رعایت کنند و گرنه با اقدامات جبرانی و حفاظتی روبرو خواهند شد. برای مثال در صورت بروز دامپینگ، کشورهای واردکننده می‌توانند عوارض ضد دامپینگ وضع نمایند یا کشورها به اقدامات حفاظتی دست بزنند.
2. اصل آزادسازی تدریجی تجارت؛ این اصل شامل حذف موانع غیرتعرفه ای و کاهش تدریجی و برنامه‌ریزی شده تعرفه‌های وارداتی است. حذف موانع غیر تعرفه ای یعنی کشورها مجازند، تنها با وضع تعرفه‌های وارداتی از صنایع داخلی حمایت کنند.
3. اصل شفافیّت و پیش‌بینی پذیری؛ که شامل مسائلی مثل تعیین تعهدات کشورها در تعیین و تثبیت نرخ‌های تعرفه،انتشار قوانین و مقررات کشورها و اعلام آن‌ها به سازمان تجارت جهانی، تأسیس مراکز اطلاعاتی در کشورها، برای ارائه اطلاعات درخواستی سایر کشورهای عضو و …؛ که همگی در جهت ارائه تصویر واضح تر از شرایط اقتصادی و تجاری کشوردر جهت پیش‌بینی فرصت‌های آتی توسط بنگاه‌های سایر کشورها می‌باشد.

۵. اصل رفتار ویژه و متفاوت؛ برای کمک به روابط محصولات تولیدی در کشورهای در حال توسعه و کشورهای با کمترین درجه توسعه یافتگی، برقراری نظام تعرفه‌های ترجیحی، با هدف اعطای امتیازات تجاری به بعضی از فراورده‌های این کشورها مجاز است.

## عضویت در سازمان تجارت جهانی
عضویت در سازمان تجارت جهانی مستلزم پذیرفتن اصول و معاهدات متعددی است که مورد قبول کشورهای عضوقرار گرفته‌است. این مراحل شامل تقاضای عضویت، پذیرش درخواست الحاق (به عنوان عضو ناظر)، تدوین گزارش سیاست‌های تجاری کشور، تشکیل گروه کاری الحاق و در نهایت مذاکرات دوجانبه و چندجانبه ای به منظور تعیین شرایط عضویت و حصول توافق برای الحاق می‌باشد.
هم‌اکنون سازمان تجارت جهانی ۳۵۰ عضو دارد نزدیک به تمامی ۳۲۰ کشوری که اجلاس اروگوئه شرکت کردند، امروزدر این سازمان عضو دائم شده‌اند. سازمان تجارت جهانی برای کشورهای عضو مجموعه ای از تهدیدها، فرصت‌ها، آسیب‌ها و منافع را به‌همراه دارد. همچنین این سازمان همانند سایر نهادها و سازمان‌های دیگر موجد اصولی برای اعضا می‌باشد که کشورهایی که خواهان عضویت در این سازمان هستند بایستی این اصول را پذیرفته و سرلوحه خود قرار دهند.

## سیرکامل درخواست عضویت ایران در گات و سازمان تجارت جهانی
مفاد گات در فصل چهارم منشور هاوانا با عنوان سیاست تجاری گنجانده شد و هشت فصل دیگر منشور عناوینی چون اهدا، اشتغال و فعالیت اقتصادی، توسعه اقتصادی و بازسازی، رویه‌های تجاری محدود کننده، موافقتنامه‌های کالایی بین‌الدولی، سازمان تجارت بین‌المللی، حل و فصل اختلافات و مفاد عمومی را در بر می‌گرفت. علاوه بر ۱۲ کشور بنیان‌گذار گات، ایران، عراق، افغانستان، اندونزی، فیلیپین، اردن، مصر، لیبریا، اتریش، دانمارک، یونان، ایتالیا، ایرلند، پرتقال، سوئیس، سوئد، مکزیک، ونزوئلا، اروگوئه، کلمبیا، بولیوی، اکوادور، پرو، پاناما، نیکاراگوئه، گواتمالا، کاستاریکا، السالوادور، دومینیکن و هائیتی نیز منشور هاوانا را به امضا رساندند.
در اوت۱۹۴۷، ایران در پاسخ به نامه رئیس جلسات طرفهای متعاهد گات جهت پیوستن به آن اظهار داشت که متأسفانه الحاق به موافقتنامه عمومی تعرفه و تجارت در حال حاضر مقدور نیست اما پس از آنکه منشور هاوانا در مجلس ایران به تصویب رسید ایران براساس مفاد آن عمل خواهدکرد.
اما از ۵۳ کشوری که منشور هاوانا را امضا کردند تنها دو کشور استرالیا و لیبریا توانستند آنرا ازتصویب پارلمان‌های خود بگذرانند. حتی آمریکا نیز که خود از مبتکران منشور تجارت جهانی بود نتوانست آن را از تصویب کنگره بگذراند و رئیس‌جمهور وقت آمریکا (هاری ترومن) لایحه آن را از کنگره پس گرفت.
بدین ترتیب منشور هاوانا راه به جایی نبرد و طرح تشکیل سازمان بین‌المللی تجارت که مهمترین پیشنهاد آن بود در پندارها ماند و تا نیم قرن بعد صورت واقعیت نیافت. اما گات که فصل چهارم منشور هاوانا را تشکیل می‌داد و موقتاً به اجرا درآمده بود به عنوان تنها یادگار این کوشش‌ها به موجودیت خود ادامه داد. گات از آغاز سال۱۹۴۸ توسط ۹ طرف متعاهد آن به اجرا درآمد. براساس ماده ۱۱ گات، دبیرکل سازمان ملل بایستی تا مارس ۱۹۴۸ نخستین جلسه طرفهای متعاهد را تشکیل ملی داد. این جلسه در فوریه۱۹۴۸در حاشیه مذاکرات منشور هاوانا در پایتخت کوبا برگزار شد که در آن ۹ طرف متعاهد گات مشارکت و دیگر امضاکنندگان گات به عنوان ناظر حضور داشتند که در آن آیین‌نامه جلسات طرف‌های متعاهد مورد بحث قرار گرفت. این آیین‌نامه در دومین جلسه طرف‌های متعاهد در تاریخ ۱۶ اوت ۱۹۴۸ به تصویب رسید که براساس آن کشورهای امضا کننده منشور هاوانا که هنوز طرف متعاهد نشده‌اند می‌توانند به عنوان ناظر در جلسات طرف‌های متعاهد گات حضور یابند و بدون حق رأی در مباحثات مشارکت کنند. بدین ترتیب کشور ایران که منشور هاوانا را امضا کرده بود اما جزو امضا کنندگان موافقتنامه عمومی تعرفه و تجارت (گات) نبود مطابق این تعریف از آن زمان عضو ناظر گات محسوب می‌شد. علاوه بر عضویت ناظر در جلسات طرف‌های متعاهد که معمولاً سالانه و به مدت چند هفته برگزارمی شد ایران در سال ۱۹۷۴ خواستار عضویت ناظر در شورای نمایندگان گات گردید که درنشست ژوئیه همان سال مورد بررسی قرار گرفت و متعاقباً پذیرفته شد. شورای نمایندگان گات که در ۴ ژوئن ۱۹۶۰ تأسیس گردید عمده فعالیت‌های گات را در فواصل جلسات طرف‌های متعاهد دنبال می‌نمود و بر حسب نیاز و بطور معمول ۱۰ بار در سال برای رسیدگی به امور جاری و مسائل اضطراری بین اجلاسیه‌های عمومی تشکیل جلسه می‌داد. این شورا فعالیت کمیته‌ها و تشکیلات وابسته و گروه‌های کاری را تحت نظر داشت و بتدریج پس از سال ۱۹۶۸ اختیارات بیشتری راعهده دار گردید.
مطالعه سوابق حضور ایران در ادوار مختلف مذاکرات تجاری نشان می‌دهد ایران علی‌رغم دعوت‌های مکرر جهت شرکت در مذاکرات تجاری گات، هیچگاه پروتکل اجرای موقت گات را امضا نکرد و به تبع آن در هیچ‌یک از ادوار هشت‌گانه مذاکرات تعرفه ای نیز مشارکت نکرد. با این حال، ایران در مذاکرات برقراری ترتیبات ترجیحی میان کشورهای در حال توسعه که برکه براساس تصمیم ۲۶ نوامبر۱۹۷۱ طرفهای متعهد در گات صورت می‌گرفت مشارکت داشت اگرچه هیچگاه به عضویت این پروتکل در نیامد.
متعاقب حضور ایران در نشست وزیران توکیو در سال ۱۹۷۳ که در آن شمار طرفهای متعاهد گات به ۱۰۲ کشور رسیده بود و مقارن با افزایش شدید درآمدهای ارزی کشور ناشی از شوک نفتی سالهای ۵۴–۱۳۵۳، کمیته اقتصادی هیئت دولت وزارت بازرگانی را مأمور تشکیل کمیسیونی برای بررسی چگونگی پیوستن ایران به گات کرد. اما این بررسی، نتیجه‌ای بدنبال نداشت. بار دیگر مقارن با مذاکرات دور اروگوئه (۱۹۸۶–۹۳)، از ابتدای سال ۱۳۷۰ (آوریل۱۹۹۱ م) تحقیق و بررسی در زمینه موافقت نامه عمومی تعرفه و تجارت (گات) و بررسی پیامدهای احتمالی عضویت ایران در آن در دستور کار وزارت بازرگانی قرار گرفت. پس از انجام بررسی‌های اولیه درخصوص شناخت موافقت نامه عمومی تعرفه و تجارت (گات) و تبعات احتمالی عضویت جمهوری اسلامی ایران در آن، گزارش حاصل از این بررسی‌هاتوسط وزیر بازرگانی وقت در خردادماه ۱۳۷۲ (ژوئن ۱۳۷۲) به هیئت محترم دولت ارائه گردید و هیئت دولت موضوع دنبال کردن عضویت ایران در گات را به پس از اتمام مذاکرات دور اروگوئه موکول نمود.
در اواخر مذاکرات دور اروگوئه، براساس تصمیم شورای نمایندگان گات در ۲۱ ژوئیه ۱۹۹۳ (تیر ۱۳۷۲) در خصوص وضعیت ناظر دولت‌ها در این شورا برای اعضای ناظر مهلتی پنج ساله جهت تسلیم درخواست الحاق به گات تعیین گردید. چند هفته پس از پایان مذاکرات دور اروگوئه در سپتامبر ۱۹۹۳ (آذر ماه ۱۳۷۲)، هیئت دولت درتاریخ ۲۷ دی ماه ۱۳۷۲ با تشکیل کمیته بررسی تبعات عضویت ایران در گات موافقت نمود. این کمیته در معاونت بازرگانی خارجی وزارت بازرگانی با حضور نمایندگان ۲۱ وزارتخانه و دستگاه دولتی تشکیل شد و با برگزاری ۱۸ جلسه کارشناسی طی مدت یکسال و نیم و جمع‌بندی نظرات مکتوب دستگاه‌های عضو، حاصل مطالعات وبررسی‌ها، جمع‌بندی و توصیه‌های خود را در قالب یک گزارش مفصل ۵ جلدی ارائه نمود.
در این بین بر اساس تصمیم وزیران گات در مراکش در ۱۵ آوریل ۱۹۹۴ (۲۶ فروردین۱۳۷۳) مبنی بر تأسیس سازمان جهانی تجارت، از آغاز سال ۱۹۹۵ (۱۱ دی۱۳۷۳)گات جای خودرا به سازمان جهانی تجارت سپرده بود.
اگرچه ایران با وجود برخورداری از عضویت ناظر در جلسات طرفهای متعاهد و شورای نمایندگان گات تا پایان عمر گات خواستار عضویت کامل در این نهاد بین‌المللی نشد ولی با تأسیس سازمان جهانی تجارت نسبت به تمدید عضویت ناظر خود از گات به این سازمان اقدام کرد ومتعاقب بررسی‌های فوق‌الذکر در ژوئیه ۱۹۹۵ (تیرماه۱۳۷۴) درخواست عضویت ناظر خود را تسلیم دبیرخانه سازمان جهانی تجارت کرد.
در این درخواست که نخستین درخواست عضویت ناظر از سازمان جهانی تجارت محسوب می‌شود، ایران با اشاره به برخورداری خود از عضویت ناظر در گات ومطابق با پیوست دوم آیین‌نامه شورای عمومی و به همراه ارائه یادداشتی از سیاست‌های اقتصادی و تجاری خود، خواستار عضویت ناظر در سازمان جهانی تجارت شد و به علاوه سازمان را مطلع ساخت که درخواست الحاق خود را تحت بررسی دارد. اما درخواست عضویت ناظر ایران هیچگاه موردبررسی شورای عمومی قرار نگرفت.
در گزارش‌ها واصله از دستگاه‌های عضو کمیته بررسی تبعات عضویت، اکثر سازمانها اثرات عضویت ایران در سازمان جهانی تجارت را بدرجات مختلف مثبت وسودمند ارزیابی کرده و معتقدبودند که تبعات مثبت متعدد قضیه ایجاب می‌کند که درخواست عضویت هرچه زودتر تسلیم دبیرخانه این سازمان گرددچند سازمان عضو کمیته نیز ضمن اینکه نفع میان مدت و بلند مدت عضویت را در گزارش‌ها رسمی خود مورد تأکید قرار دادند، معتقد بودند تمهید مقدمات لازم وفراهم کردن شرایط مناسب جهت بهره‌برداری و استفاده مطلوب از عضویت به یک مهلت۵ ساله نیاز دارد و باید از این فرصت برای تطبیق شرایط و تدوین سیاستهای متناسب استفاده شود. نهایتاجمع بندی کمیته بررسی عضویت ایران درسازمان جهانی تجارت این بود که با توجه به حجم مطالعات انجام گرفته و شناخت کافی که برای اعضای کمیته در مورد گات و سازمان جهانی تجارت حاصل گردیده، تسلیم درخواست عضویت به سود اقتصادکشور می‌باشد.
پس از ارائه گزارش کار کمیته بررسی عضویت به هیئت محترم دولت، مقرر شد جنبه‌های مثبت و منفی موضوع در یک بررسی مجدد با شرکت وزرا یا نمایندگان کلیه وزارتخانه‌ها و دستگاه‌های دولتی ذی‌ربط جمع‌بندی شود. این کمیسیون با برگزاری شش جلسه کارشناسی در وزارت امورخارجه و تدوین گزارش نهایی با مشارکت و همکاری دستگاه‌های شرکت کننده، پیشنهاد کمیته بررسی عضویت را مورد تأکید قرارداد.
پس از جمع‌بندی مطالعات و نظریات کمیته بررسی عضویت ایران در گات و ارائه آن به هیئت دولت و نهایتاً تأیید توصیه‌های این کمیته از سوی کمیسیون ویژه هیئت دولت، موضوع به استحضار مقام معظم رهبری رسید. معظم‌له با انجام مذاکرات الحاق موافقت فرمودند و تاکیدکردند که ویژگی‌های اقتصادی و فرهنگی نظام جمهوری اسلامی ایران در مذاکرات الحاق به گات رعایت گردد و گزارش‌ها منظم و دقیقی از پیشرفت مذاکرات خدمت ایشان تقدیم شود. نهایتاً پس از انعکاس نظر مقام معظم رهبری به وزارت بازرگانی مبنی بر شروع مذاکرات الحاق به سازمان جهانی تجارت، هیئت وزیران در جلسه مورخ ۱۶ اردیبهشت ۱۳۷۶ با ابلاغ درخواست رسمی الحاق جمهوری اسلامی ایران به سازمان مذکور موافقت نمود و وزارت بازرگانی را مکلف کرد تا نسبت به شروع این مذاکرات اقدام نماید. همچنین به پیشنهاد وزیر بازرگانی وقت و تصویب هیئت محترم وزیران، معاون طرح و برنامه وزارت بازرگانی، دکتر محمد نهاوندیان، به منظور انجام مذاکرات برای عضویت جمهوری اسلامی ایران در سازمان جهانی تجارت طبق حکمی در تاریخ دوم تیر ماه ۱۳۷۶ از طریق رئیس جمهور وقت به سمت نماینده تام‌الاختیار تجاری دولت منصوب شدند. این حکم متعاقباً در تاریخ ۱۹ خرداد ۱۳۷۷ از طریق رئیس جمهور بعدی تمدید گردیدو تا ۲۹ بهمن ۱۳۸۰ که وزیر بازرگانی به سمت نماینده تام‌الاختیار تجاری منصوب گردید به قوت خود باقی ماند. پس از موافقت هیئت وزیران با ارائه درخواست الحاق جمهوری اسلامی ایران به سازمان جهانی تجارت و یک سال پس از تسلیم درخواست عضویت ناظر، سفیر و نماینده دائم ایران نزدسازمان ملل متحد در ژنو طی نامه ای رسمی درخواست الحاق ایران را در تاریخ ۲۸ تیر ۱۳۷۵ تسلیم مدیرکل سازمان جهانی تجارت نمود.
متعاقباً به لحاظ مخالفت آمریکا با طرح درخواست الحاق کشورمان در شورای عمومی سازمان جهانی تجارت، مدیرکل این سازمان طی نامه ای در تاریخ چهارم مرداد ۱۳۷۵پیشبرد درخواست عضویت کشورمان در سازمان جهانی تجارت و حصول به اجماع میان اعضای سازمان را به انجام رایزنی‌های بیشتر موکول نمود. به این ترتیب تشکیل گروه کاری که زمینه سازمذاکره رسمی ایران با سازمان جهانی تجارت است، برخلاف رویه عمومی این سازمان، متوقف ماند.
مدت کوتاهی پس از آن، در اکتبرسال ۱۹۹۶(مهر ۱۳۷۵) و در آستانه برگزاری نخستین نشست وزیران سازمان جهانی تجارت در سنگاپور، ایران خواستار برخورداری از وضعیت ناظردر نشست وزیران سنگاپور شد. این درخواست مورد بررسی نشست شورای عمومی در نوامبر ۱۹۹۶(آبان ۱۳۷۵) قرار گرفت. در این نشست رئیس جلسه شورای عمومی پس از طرح درخواست ابراز داشت که بر مبنای مشورت‌هایی که انجام داده‌است متأسفانه باید به اطلاع شورا برساند که در خصوص پذیرش این درخواست اجماع وجود ندارد. سپس نماینده جاماییکا گفت :روشن است که ریاست شورا درخصوص این درخواست مشورت‌های زیر رسمی را به انجام رسانده‌است با این وجود، جاماییکا این امر را مهم می‌شمارد که سازمان اصولی را جهت انجام امور با بیشترین شفافیت وضع کند به نحوی که اعضا زمانیکه تصمیمی رسمی اتخاذ می‌کنند دقیقاً بدانند که تصمیم بر چه اساسی گرفته می‌شود. وی افزود: از آنجا که مشکلی در خصوص اجماع در مورد این درخواست نمی‌بیند، معتقد است کار سازمان باید به نحوی انجام پذیرد که تمامی هیئت‌های نمایندگی مورد مشورت قرار گیرند و بدین ترتیب در موقعیتی باشند که بدانند تصمیمات بر چه اساسی اتخاذ می‌گردد. وی خاطر نشان ساخت که صرفاً می‌خواهد ثبت شود که بایستی معیارهایی عینی برای تصمیمات اعضا وجود داشته باشد و این معیارها باید به‌طور رسمی مورد بحث قرار گیرند تا در سوابق درج گردند. وی افزود این امر در خصوص درخواست‌های الحاق مهم است و نمی‌توان معیارهای متفاوتی در مورد درخواست‌های الحاق و درخواست‌های عضویت ناظر برای کشورهای مختلف داشت. وی تأکید کرد اعضا باید این معیارها را به روشنی برشمارند تا این قبیل درخواست‌ها براساس معیارهای شفافی مورد بررسی قرار گیرند تا در آیندهٔ کشور درخواست کننده ای هیچگاه خود را در موقعیت عدم مزیت احساس نکند. پس از آن، رئیس جلسه شورای عمومی پیشنهاد کرد که در ماه‌های آینده توجه درخور به موضوعی که از سوی جاماییکا طرح گردیده‌است صورت گیرد و شورای عمومی نیز به همین نحو توافق کرد.
با این حال درخواست الحاق ایران تا نزدیک به ۵ سال بعد در دستور کار جلسات شورای عمومی قرار نگرفت. در این فاصله به منظور جلب حمایت کشورهای عضو سازمان جهانی تجارت پیرامون آغاز مذاکرات الحاق کشورمان به این سازمان، سفیر ایران در ژنو و برخی دیگر از سفرای جمهوری اسلامی ایران با نمایندگان و مقامات کشورهای مختلف ملاقات‌هایی به عمل آوردند که طی آن این کشورها حمایت خود را از مذاکره برای عضویت ایران در سازمان فوق‌الذکر ابراز داشتند. همچنین وزیر محترم بازرگانی و نیز نماینده تام‌الاختیار تجاری جمهوری اسلامی ایران ملاقات‌های متعددی با مقامات مختلف داشتند که در اکثر قریب به اتفاق این ملاقاتها، مقامات کشورهای مختلف ضمن تأکید براصل جهان شمول بودن سازمان جهانی تجارت، از عضویت کشورمان در این سازمان استقبال نموده و اکثراً نسبت به رفتارزیر اصولی آمریکا در این رابطه ابراز مخالفت یاتاسف نمودند.
از سوی دیگر به منظور رفع بن‌بست سیاسی موجود و یافتن راه حلی برای خنثی کردن مخالفت آمریکا با طرح درخواست ایران در شورای عمومی سازمان جهانی تجارت، وزرای بازرگانی و امور خارجه و معاونین ذی‌ربط این دو وزارتخانه طی جلسات مشترکی با بررسی وتصویب یک برنامه عمل، در کنار زمینه‌سازی عمومی با همه کشورها، برخی از کشورها را بعنوان کشورهای واسطه انتخاب و رایزنی‌هایی را با ایتالیا، فرانسه، آلمان، انگلستان و کانادا توصیه نمودند. دراین ارتباط مذاکراتی با مقامات این کشورها بعمل آمد و تماماً حمایت خود را از آغاز مذاکرات عضویت کشورمان در این سازمان ابراز داشتند. سرانجام بدنبال ملاقات نماینده تام‌الاختیار تجاری جمهوری اسلامی ایران با سفیر مصر درسازمان جهانی تجارت در حاشیه اجلاس دهم آنکتاد در بانکوک و با پیگیری‌های بعدی نماینده دائم ایران در ژنو درخصوص نحوه اقدام برای آغاز مذاکرات الحاق کشورمان، اقداماتی توسط گروه زیر رسمی کشورهای در حال توسعه در سازمان مذکور به ریاست سفیر مصر جهت طرح درخواست عضویت کشورمان در شورای عمومی سازمان جهانی تجارت آغاز شد. در نشست شورای عمومی ۷–۸ دسامبر۲۰۰۰ سفیر مصر، فایزه ابوالنجا، که به نمایندگی از سوی گروه غیررسمی کشورهای در حال توسعه سخن می‌گفت پس از انتقاد از روند کلی الحاق و بیان مشکلات و دشواری‌هایی که عموم کشورهای در حال الحلاق به آن مواجهند، با اشاره به آنکه رویه تثبیت یافته سازمان مبنی بر اینکه مدیرکل باید درخواست‌های مکتوب دولتها جهت الحاق به سازمان جهانی تجارت را تأیید و آنها را به شورای عمومی جهت بررسی در اولین نشست آتی ارسال دارد در خصوص درخواستی که از سوی ایران در ۱۹ ژوئیه۱۹۹۶ تسلیم و در ۱۹۹۸ تجدید گردیده، رعایت نشده‌است و در طول ۵ سال گذشته با وجود تلاش‌های مکرر کشور متقاضی، شورای عمومی از حق بررسی این درخواست و اقدام در مورد آن محروم گردیده‌است، آنرا تبعیض علیه کشورهای در حال توسعه متقاضی پیوستن به این نظام ومغایر با اصول و اهدا نظام تجارت چند جانبه بویژه قاعده مندی، شفافیت و جهان شمولی آن خواند وبه نمایندگی از سوی گروه زیر رسمی کشورهای در حال توسعه، خواستار آن شد که موضوعی با عنوان (درخواست ایران برای الحاق به سازمان جهانی تجارت) در دستور کار نشست آتی شورای عمومی قرار گیرد. نمایندگان کشورهای هند، پاکستان، مالزی، اندونزی، کوبا و ترکیه حمایت و همراهی خود را با نماینده مصر و بیانیه گروه کشورهای در حال توسعه اعلام داشتند و نماینده اتحادیه اروپا خاطرنشان کرد که رویه‌هایی موجود باید به نحو شایسته‌ای در مورد تمامی فرایندهای الحاق پیروی شوند.
در نشست شورای عمومی ۹–۸ فوریه۲۰۰۱ رئیس جلسه شورای عمومی خبر داد که درخواستی از سوی مصر به نمایندگی از گروه زیر رسمی کشورهای در حال توسعه برای گنجاندن موضوع الحاق ایران در دستور کار جلسه حاضر تسلیم شده‌است. پس ازمشورت، توافق شد این موضوع در دستور کار جلسه بعدی شورای عمومی قرار گیرد.
سرانجام نشست شورای عمومی در ۸ مه ۲۰۰۱ برای اولین در باربررسی درخواست الحاق ایران را در دستور کارخود قرار داد. در این نشست پس از طرح موضوع توسط رئیس جلسه شورای عمومی، نماینده آمریکا اظهار داشت که دولتش در حال حاضرمشغول بررسی داخلی این موضوع است و اکنون در موقعیتی نیست که در خصوص درخواست الحاق ایران بحث کند. اظهارات نماینده آمریکا در ۲۰ نشست دیگر شورای عمومی، در طول سال‌های ۸۴–۱۳۸۰ نیز تکرار شد و مانع از حصول اجماع بر سر تشکیل گروه کاری الحاق ایران و آغاز مذاکرات الحاق گردید.
با حمایت گسترده اعضای سازمان بویژه گروه کشورهای در حال توسعه همچنان درخواست الحاق ایران در دستور کار جلسات شورای عمومی باقی ماند. طی این نشستها کشورهای مصر، مالزی، اندونزی، ترکیه، پاکستان، چین، هند، کوبا، ونزوئلا، سنگال، سریلانکا، عمان، پاراگوئه، تانزانیا، سوئیس، نروژ، سنگاپور، زلاندنو، شیلی و اتحادیه اروپا در حمایت از درخواست الحاق ایران سخن گفتند و بعضاً موضع آمریکا را مورد انتقاد قرار دادند.
در این بین در خلال مذاکرات هسته ای ایران و اتحادیه اروپا طی توافقنامه پاریس در دسامبر ۲۰۰۴ (آذر۱۳۷۴)، اتحادیه اروپا در قبال تعلیق موقت فعالیت‌های مربوط به چرخه سوخت در ایران، متعهد به حمایت فعال از درخواست الحاق ایران به سازمان جهانی تجارت گردید. اما اتحادیه اروپادر نخستین نشست شورای عمومی که متعاقب این تعهد برگزار گردید، طی اقدامی جدی درراستای تعهد خود به ایران مبنی بر حمایت فعال از درخواست الحاق انجام نداد و به حمایت‌های لفظی گذشته بسنده کرد و از فرصت استثنایی همزمانی طرح بیستمین بررسی درخواست الحاق ایران در روز ۱۳ دسامبر ۲۰۰۴ (۲۳ آذر۱۳۸۳) با بررسی درخواست‌های الحاق عراق و افغانستان که مورد حمایت مستقیم آمریکا قرار داشت استفاده نکرد تا با منوط گردانیدن این درخواست‌ها به یکدیگر خواستار تصمیم‌گیری واحد دربارهٔ آنها شود. ب یست و یکمین نشست شورای عمومی برای ۱۵ فوریه ۲۰۰۵ نیز بدون اقدام جدی اتحادیه اروپا سپری شد. اما با بالا گرفتن روند مذاکرات هسته ای ایران با اتحادیه اروپا، طی سفر اروپایی رئیس جمهورآمریکا در اواخر فوریه۲۰۰۵ سران اروپایی و به ویژه ژاک شیراک، رئیس جمهورفرانسه و گرهارد شرودر صدر اعظم آلمان خواستار انعطاف آمریکا در خصوص درخواست الحاق ایران به سازمان جهانی تجارت به عنوان مشوقی برای مهار برنامه هسته‌ای ایران گردیدند و متعاقباً نشانه‌هایی از تغییر موضع آمریکا در این خصوص آشکار گردید.
وزیر امور خارجه آمریکا از در دست بررسی بودن این موضوع به منظور همگرایی بیشتر اروپا و آمریکا در مواجهه با برنامه هسته‌ای ایران و تقویت موضع اتحادیه اروپا درمذاکرات هسته‌ای با ایران خبر داد. با وجود آنکه مقامات ایرانی اعطای هرگونه امتیازی در مقابل پذیرش درخواست الحاق ایران به سازمان جهانی تجارت را رد کردند، اما مواضع دولت آمریکا همچنان از این حکایت داشت که این کشور درصدد تغییر موضع دیرپای خود در مخالفت با درخواست الحاق ایران است. سرانجام بیست وسومین نشست شورای عمومی جهت بررسی درخواست الحاق ایران در ۲۶ مه ۲۰۰۵ (۵ خرداد۱۳۸۴) به انتظار طولانی مدت ایران برای ورود به فرایند الحاق پایان داد و درخواست الحاق ایران به اجماع اعضای سازمان جهانی تجارت رسید.
با پذیرش این درخواست، ایران به عضویت ناظر سازمان جهانی تجارت درآمد و روند عضویت کامل الحاق این سازمان را آغاز کرد. بدین ترتیب پس از یک دهه وقفه، ایران مجدداً وضعیت ناظر خود در نظام تجارت چندجانبه را که در تمامی دوره ۱۳ سال گات از آن برخوردار بود اعاده کرد.

## آسیب‌های موجود در پیوستن به سازمان تجارت جهانی
1. قاچاق گسترده کالا و خدمات به داخل کشور و اثرگذاری منفی بر تولیدات
2. ضعف نظارت و کنترل مبادی به منظور جلوگیری از واردات کالاهای واچاق
3. وجود موانع حقوقی و قانونی در توسعه صادرات از جمله عدم هماهنگی میان دستگاه‌های ذی‌ربط در امر توسعه، مانند بانک‌ها، گمرک، وزارت بازرگانی و …
4. فقر و سهم بالای دولت در اقتصاد و تجارت خارجی
5. تحریم اقتصادی آمریکا و سایر کشورها برای فروش کالاها و خدمات استراتژیک و صادرات کالای ایرانی
6. نفوذ و تأثیر جریانات و تفکرات سیاسی و خارجی در تعیین سیاست‌های اقتصادی کشور
7. ضعف ایران در مقایسه با رقبای منطقه در امر ایجاد زیرساخت‌های صادرات و بازاریابی بین‌الملل
8. بوروکراسی و نظام اداری گسترده و طولانی شد فرایند صادرات و افزایش هزینه‌ها و در نهایت مقرون به صرفه نبودن صادرات
9. بالا بودن ریسک اقتصادی و سیاسی ایران و وجود مشکلات عدیده در زمینه جذ سرمایه‌گذاری بلندمدت در کشور وگرایش سرمایه‌ها به سمت مشاغل کاذب و زود بازده

۱۰. کاهش درآمدهای مالیاتی دولت به دلیل وجود اقتصاد زیرزمینی و گرایش سرمایه‌ها به این سمت

## فرصت‌های موجود درپیوستن به سازمان جهانی تجارت
عضویت در سازمان تجارت جهانی می‌تواند در زمینه‌های ذیل به عنوان فرصت‌هایی در پیرزوی جمهوری اسلامی محسوب گردد:
1. ناتوانی کشورهایی نظیر آمریکا به اعمال تحریم علیه ایران
2. وجود نیروی کار و انرژی ارزان
3. روان‌سازی تجارت و دسترسی آسان‌تر به بازارهای جهانی؛ بدین معنی که امر واردات و صادرات با سهولت بیشتری میان تولیدکنندگان و ارائه دهندگان خدمات داخلی و خارجی تحقق خواهد یافت.
4. امکان استفاده از مشاوره‌ها، کمک‌ها، خدمات و سیستم‌های سازمان تجارت جهانی در چارچوب مقررات سازمان تجارت جهانی جهت حل اختلافات تجاری
5. بهبود وضعیت حقوق مالکیت در ایران
6. رفع موانع و محدودیت ها؛ با عضویت ایران در این سازمان برخی از موانع موجود در مسیر شرکت‌ها و دولت‌ها برای معامله با ایران به خودی خود رفع خواهند شد و مکان دسترسی کشور به کالاهای مورد نیاز خود با سهولت بیشتری انجام خواهد گرفت.
7. افزایش سهم ایران در تجارت جهانی؛ در حال حاضر سهم ایران از تجارت جهانی بسیار ناچیز است و علی‌رغم وجودظرفیت‌های مناسب در داخل کشور، ایران نمی‌تواند به عنوان بازیگر تأثیرگذار در اقتصاد بین‌الملل عمل نماید، به طوری که در صادرات کالاهای غیرنفتی از بسیاری از کشورهای در حال توسعه نیز عقب‌تر است
8. افزایش امنیت متقابل اقتصادی ایران؛ در صورت تعامل جمهوری اسلامی ایران با دولت‌ها و شرکت‌های بین‌المللی ضریب امنیت اقتصادی در ایران افزایش خواهد یافت و این امر به صورت تصاعدی موجب افزایش توان اقتصادی کشورخواهد شد.
9. افزایش فرصت‌های شغلی؛ با ایجاد بازارهای جدید برای تولیدات و خدمات، امکان اشتغال برای تعداد بیشتری از مردم در داخل کشور فراهم خواهد شد.

۱۰. دستیابی به دانش فنی و فناوری جدید؛ تعامل با دولت‌ها و شرکت‌های بین‌المللی و شرکت در طرح‌ها و مناقشه‌های مشترک بین‌الملل و همچنین حذف محدودیت‌های ارتباطی با جهان خارج، موجب کسب و انتقال تجارب دیگران به داخل کشور و در نهایت دستیابی کشور به فناوری جدید خواهد شد.

## جمع‌بندی
سازمان تجارت جهانی، برای گسترش تجارت خارجی در سطح بین‌الملل به وجود آمد و نه برای تعادل طبقاتی، ابقاء وگسترش حقوق بشر، حمایت از محیط زیست و سایر مسائل مهمی کیه حتی ممکن است کلیدی باشند. دستیابی وعضویت سازمان تجارت جهانی برای هیچ کشوری داروی شفابر تمامی امراض سیاسی، اقتصادی و فرهنگی آن کشورنیست، ولی می‌توان گفت که گامی بلند در جهت بهسازی ساختار اقتصادی و رشد اقتصادی کشورهاست. باید دانست که عضویت ایران یک امر فوری و آنی نیست. فرایند طولانی مدت عضویت ایران فرصتی است که سیاستگذاران اقتصادی به بهبود ساختار اقتصاد ایران و بهره‌وری و کارایی و از بین بردن رانت و انحصار که با عضویت درتجارت جهانی برچیده می‌شوند، بپردازند. در این رهگذر، پیگیری عضویت جداول بهانه ای بر بهبود سیستم‌های کنترل بهره‌وری و افزایش راندمان در اقتصاد کشور خواهد بود. ویژگی‌های اساسی کشورمان از لحاظ منابع انسانی، اقتصادی و …
در شرایطی بسیار مطلوب و در بسیاری موارد منحصر به فرد قرار دارد و این استعداد و توانایی وجود دارد که بتواند به سرعت خود را به سطوح بالای روابط در عرصه اقتصادی برساند. این امر نیازمند یک پشتکار جدی در عرصه مدیریتی وکارشناسی در سطح ملی است.
در این میان کاهش تهدیدها و آسیب‌های پیش گرفته و استفاده از فرصت‌ها و تقویت آن، زمینه مناسبی برای کاهش آثارمنفی حضور در اقتصاد بین‌الملل و از جمله عضویت در سازمان تجارت جهانی است. همچنین در بعد مسائل حقوقی باید گفت که با توجه به ناسازگاری‌های احتمالی که میان برخی قوانین سازمان تجارت جهانی و مقررات تجاری و حقوقی کشور در زمینه‌های مختلف وجود دارد، رفع و حل مشکلات مذکور قبل از هراقدامی در جهت عضویت الزامی به نظر می‌رسد تا بر این اساس با دیدگاهی روشن و شفاف در مراحل مختلف مذاکرات تجاری حضور پیدا نمود و از حداکثر تجاری بهره‌مند گردید. در مجموع باتوجه به مشخصه‌های اقتصاد کشور از نظر موضوعیت نه چندان قابل اتکاء بخشهای مهم اقتصادی درعرصه تجارت بین‌الملل از یکسو و ضمن توجه به ناسازگاری‌های حقوقی _ قانون، برای اینکه کشور بتواند از جایگاه قوی و نیرومند چانه زنی در مذاکرات بهره مندگردد، انجام یک سلسله تدابیر سیاسی و آماده‌سازی‌های اقتصیادی _ تجیاری _حقوقی به منظور بهبود و ارتقاء کارایی فعالیتها، گسترش توان روابط در صحنه‌های بین‌المللی و رفع موانع و مشکلات موجود قبل از آغاز مذاکرات و برنامه‌ریزی در خصوص آنها، ضروری به نظر می‌رسد.
نکته آخر آنکه مناسب است، تأثیرات مثبت و منفی عضویت ایران در سازمان تجارت جهانی بربخش‌های مختلف اقتصادکشور از سوی کارشناسان ذی‌ربط مورد تحقیق و بررسی کارشناسی قرار گیرند تا ابعاد تأثیرگذاری عضویت در سازمان تجارت جهانی بر اقتصاد کشور تبیین گردد؛ به‌طور مثال در زمینه صادرات و واردات، اشتغال، تولید، تراز پرداخت‌ها، سیاست‌های ارزی، سرمایه‌گذاری بر کشاورزی و صنعت. همچنین در خصوص کاهش اثرات منفی عضویت ایران، برنامه‌ریزی شود.